# اوته ۶۳۴

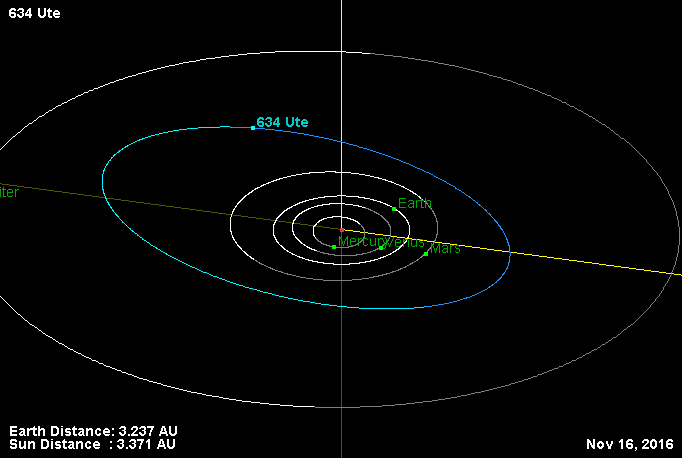
نمایی از محل قرارگیری سیارک اوته ۶۳۴ در مدار – ۲۰۱۶

سیارک ۶۳۴ (به انگلیسی: 634 Ute، نامگذاری:1907ZN) ششصد و سی و چهارمین سیارک کشف شده‌است که در ۱۲ مه ۱۹۰۷ و در هایدلبرگ کشف شد.
قدر مطلق سیارک برابر ۹٫۶۰ است.